# Pacifica, Kalifornien
Pacifica är en stad (city) i San Mateo County, i delstaten Kalifornien, USA. Enligt United States Census Bureau har staden en folkmängd på 37 691 invånare (2011) och en landarea på 32,8 km².